# NGC 3911
NGC 3911 је спирална галаксија у сазвежђу Лав која се налази на NGC листи објеката дубоког неба.
Деклинација објекта је + 24° 55' 13" а ректасцензија 11h 50m 5,9s. Привидна величина (магнитуда) објекта NGC 3911 износи 14,5 а фотографска магнитуда 15,3. NGC 3911 је још познат и под ознакама UGC 6803, MCG 4-28-59, IRAS 11475+2511, CGCG 127-64, VV 367, ARAK 327, PGC 36981.